# コイ (料理)
コイ（Koi）は、ラオス、タイのイーサーン、ベトナムのソンラ市に住むタイ族により作られているサラダである。酸変性した生肉からなり、通常はライム果汁を用いる。エビを用いたコイクン（koi kung）、魚を用いたコイプラ（koi pla）等の種類があり、スパイシーなドレッシングが用いられる。
コイは寄生虫病の原因になりうる。生魚で作るコイは、ラオスやイーサーンでは人気の料理で、東南アジアの肝蛭であるタイ肝吸虫の一般的な感染源である。
タイ北東部のコイプラは、生の淡水魚、生きたヒアリ、ハーブ、ライム果汁から作られ、酸液に長時間浸すことなく、作ったらすぐに食べる。近年はコイプラを食べる機会は徐々に減ってきており、冠婚葬祭などの村落社会内の特別な機会における共食が主だという。
しかしながら、淡水魚に寄生するタイ肝吸虫が原因で、生食を続けることで肝癌や胆管癌の原因になっており、世界保健機関の調査によれば、タイにおける肝癌や胆管癌の発症率の高さは世界平均と比べても非常に高いとされ、特にコイプラを食す地域に多いとされる。
コイホイ（koi hoi）は、生のカタツムリの肉を用い、寄生性扁形動物や肝蛭の感染と関連していると考えられている。肝蛭の感染は、この地域で癌の診断を受けた男性の50%以上（世界的には10%程度）を占める胆管癌の原因となる。肝臓感染は、ラットの肺線虫である広東住血線虫によっても引き起こされる。